# Betta
Betta je rod intenzivno obojenih riba iz porodice Osphronemidae, koje su porijeklom iz slatkih stajaćih voda Jugoistočne Azije. Obitavaju potopljena rižina polja, kanalea i bare. Sigurno najpoznatija i najraširenija vrsta ovoga roda je sijamski borac.
Bette su dvodihalice, što znači da se pored kisika iz vode i opskrbljuju kisikom iz zraka pomoću specijaliziranog organa - labirinta, zbog čega su izuzetno dobro prilagođene životu u vodama siromašnim kisikom.
Veličina tijela riba roda Betta kreće se od 2,5 do četrneast centimetara.  Mužjaci su uglavnom veći i intenzivnije obojeni. Usta su im prilagođena skupljanju crva, kukaca i beskralježnjaka s površine vode.
Mužjaci riba ovog roda izvrsni su roditelji. Neslužbeno se dijele na Bette koje ikru čuvaju i inkubiraju u pjenastom gnijezdu na površini vode, i na rjeđe vrste koje ikru čuvaju u ustima. Prema jednoj teoriji, ova druga grupa evoluirala je iz prve kako bi se prilagodila životu u tekućim vodama, u kojima je održavanje gnijezda mužjaku nemoguće.
Zbog izlova u komercijalne svrhe nekoliko se vrsta našlo na crvenom popisu ugroženih životinjskih vrsta, dok je jedna vrsta izumrla u Singapuru u razdoblju između 1970. i 1994. godine.

## Vrste
| 1. Betta akarensis Regan, 1910 2. Betta albimarginata Kottelat & Ng, 1994 3. Betta anabatoides Bleeker, 1851 4. Betta antoni Tan & Ng, 2006 5. Betta apollon Schindler & Schmidt, 2006 6. Betta aurigans Tan & Lim, 2004 7. Betta balunga Herre, 1940 8. Betta bellica Sauvage, 1884 9. Betta breviobesus Tan & Kottelat, 1998 10. Betta brownorum Witte & Schmidt, 1992 11. Betta burdigala Kottelat & Ng, 1994 12. Betta channoides Kottelat & Ng, 1994 13. Betta chini Ng, 1993 14. Betta chloropharynx Kottelat & Ng, 1994 15. Betta coccina Vierke, 1979 16. Betta compuncta Tan & Ng, 2006 17. Betta cracens Tan & Ng, 2005 18. Betta dennisyongi Tan, 2013 19. Betta dimidiata Roberts, 1989 20. Betta edithae Vierke, 1984 21. Betta enisae Kottelat, 1995 22. Betta falx Tan & Kottelat, 1998 23. Betta ferox Schindler & Schmidt, 2006 24. Betta foerschi Vierke, 1979 25. Betta fusca Regan, 1910 26. Betta gladiator Tan & Ng, 2005 27. Betta hendra Schindler & Linke, 2013 28. Betta hipposideros Ng & Kottelat, 1994 29. Betta ibanorum Tan & Ng, 2004 30. Betta ideii Tan & Ng, 2006 31. Betta imbellis Ladiges, 1975 32. Betta krataios Tan & Ng, 2006 33. Betta kuehnei Schindler & Schmidt, 2008 34. Betta lehi Tan & Ng, 2005 35. Betta livida Ng & Kottelat, 1992 36. Betta macrostoma Regan, 1910 37. Betta mahachaiensis Kowasupat, Panijpan, Ruenwongsa & Sriwattanarothai, 2012 | 1. Betta mandor Tan & Ng, 2006 2. Betta midas Tan, 2009 3. Betta miniopinna Tan & Tan, 1994 4. Betta obscura Tan & Ng, 2005 5. Betta ocellata de Beaufort, 1933 6. Betta pallida Schindler & Schmidt, 2004 7. Betta pallifina Tan & Ng, 2005 8. Betta pardalotos Tan, 2009 9. Betta patoti Weber & de Beaufort, 1922 10. Betta persephone Schaller, 1986 11. Betta pi Tan, 1998 12. Betta picta (Valenciennes, 1846) 13. Betta pinguis Tan & Kottelat, 1998 14. Betta prima Kottelat, 1994 15. Betta pugnax (Cantor, 1849) 16. Betta pulchra Tan & Tan, 1996 17. Betta raja Tan & Ng, 2005 18. Betta renata Tan, 1998 19. Betta rubra Perugia, 1893 20. Betta rutilans Witte & Kottelat, 1991 21. Betta schalleri Kottelat & Ng, 1994 22. Betta siamorientalis Kowasupat, Panijpan, Ruenwongsa & Jeenthong, 2012 23. Betta simorum Tan & Ng, 1996 24. Betta simplex Kottelat, 1994 25. Betta smaragdina Ladiges, 1972 26. Betta spilotogena Ng & Kottelat, 1994 27. Betta splendens Regan, 1910 28. Betta stigmosa Tan & Ng, 2005 29. Betta stiktos Tan & Ng, 2005 30. Betta strohi Schaller & Kottelat, 1989 31. Betta taeniata Regan, 1910 32. Betta tomi Ng & Kottelat, 1994 33. Betta tussyae Schaller, 1985 34. Betta uberis Tan & Ng, 2006 35. Betta unimaculata (Popta, 1905) 36. Betta waseri Krummenacher, 1986 |

## Unutarnje poveznice
- Sijamski borac